# Col de la Furka
Pour les articles homonymes, voir Furka.
Le col de la Furka ou col de la Fourche (en allemand Furkapass) est un col des Alpes suisses situé à 2 429 mètres d'altitude. Il permet de relier Oberwald dans la vallée du Rhône à Andermatt dans la vallée de la Reuss. Le col est le quatrième plus haut col routier des Alpes suisses.

## Géographie
Sur le versant ouest, la route du col passe à quelques centaines de mètres du glacier du Rhône, source du fleuve du même nom, et permet de le découvrir depuis un promontoire. Sur le versant ouest, jusqu'à Gletsch (1 753 m), la route du col de la Furka est la même que celle du col du Grimsel.
Le col s'élève entre les Alpes uranaises et les Alpes lépontines, au cœur du massif du Saint-Gothard.

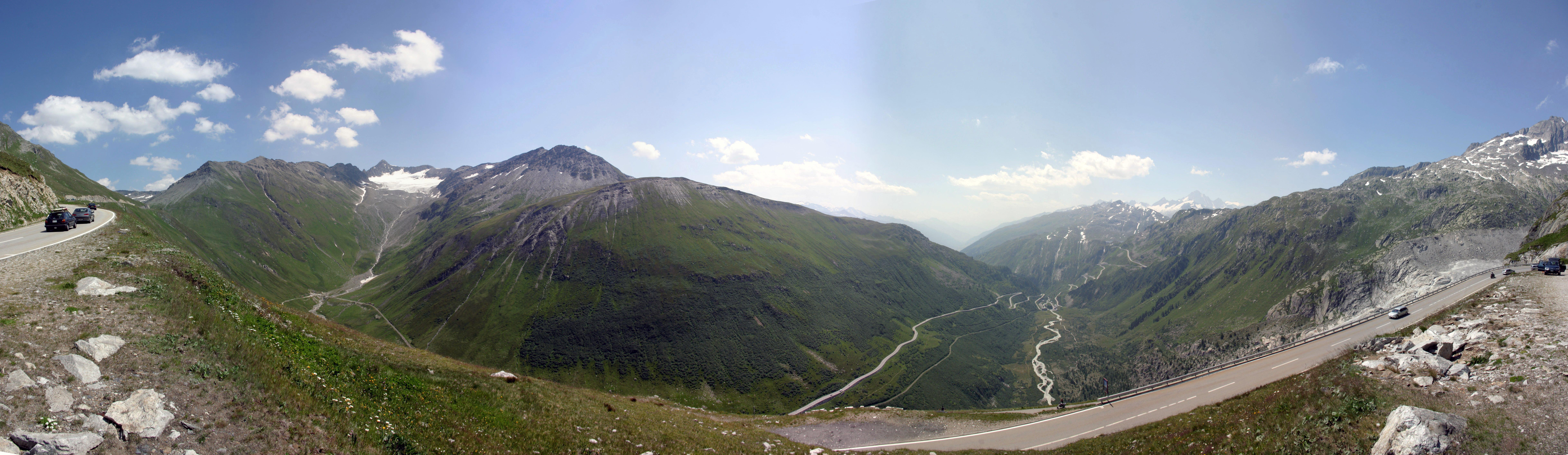
Panorama.

## Histoire
La route a été ouverte en 1867.

## Route
Le col est desservi par la route principale 19 qui relie Brigue à Coire. La route menant au col côté Valais, depuis Gletsch, est bien large avec deux voies de circulation. La route menant au col côté Uri, depuis Realp, n'est pas très large et oblige parfois à s'arrêter pour passer à deux véhicules.

## Cyclisme

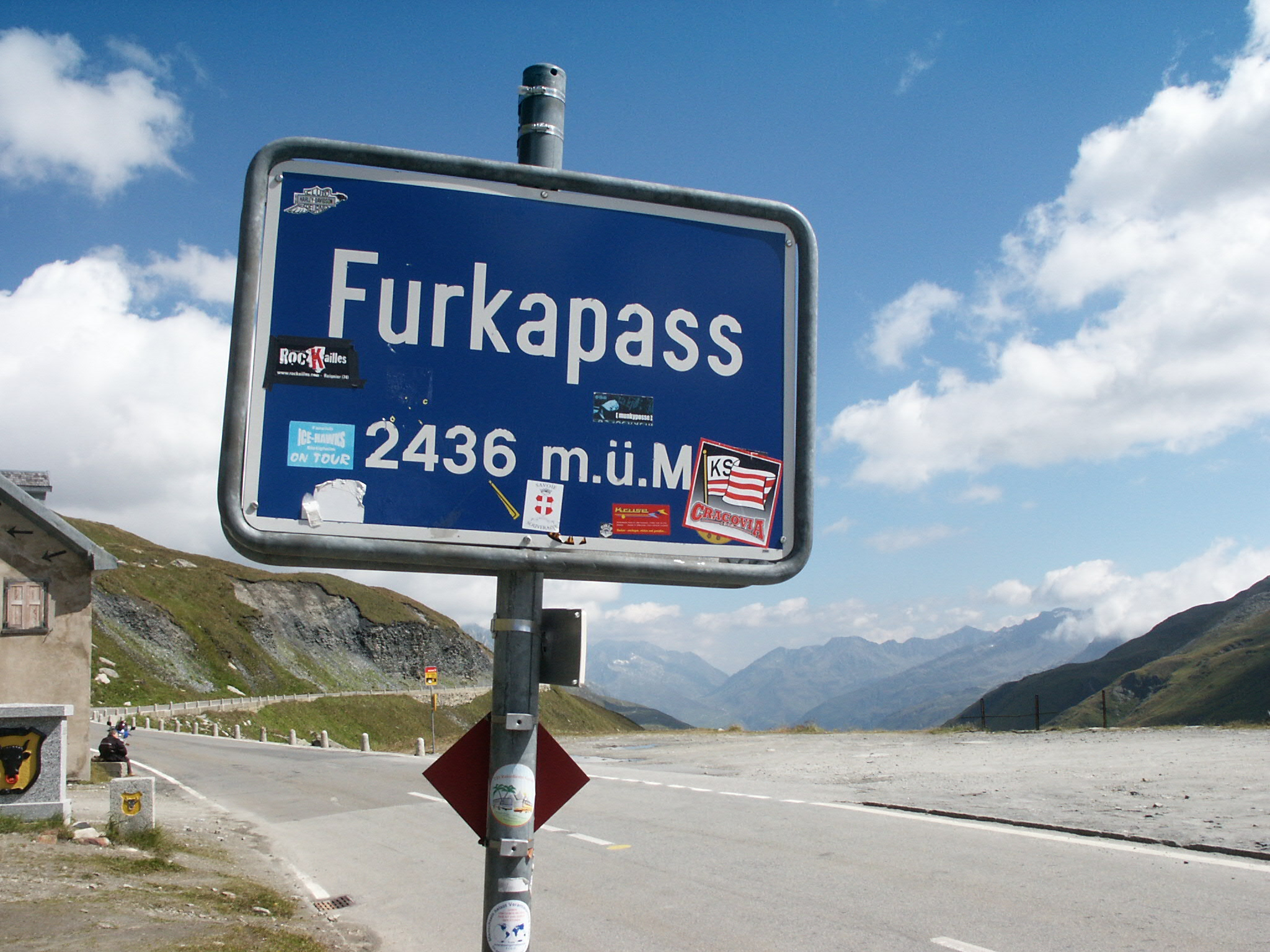
Panneau routier indiquant le col.

Le col de la Furka est parfois gravi par le Tour de Suisse. Les dernières éditions sont :
- 2005 : 9e étape ;
- 2006 : 6e étape ;
- 2007 : 6e étape[2] ;
- 2016 : 5e étape ;
- 2018 : 6e étape ;
- 2019 : 9e étape ; Hugh Carthy franchit le col en tête en échappée solitaire et remporte l'étape ;
- 2023 : 5e étape ; Sergio Higuita le passe en tête[3].

## Dans la culture
Le col a été emprunté par le personnage de James Bond, alors interprété par Sean Connery, lors du film Goldfinger en 1964,.

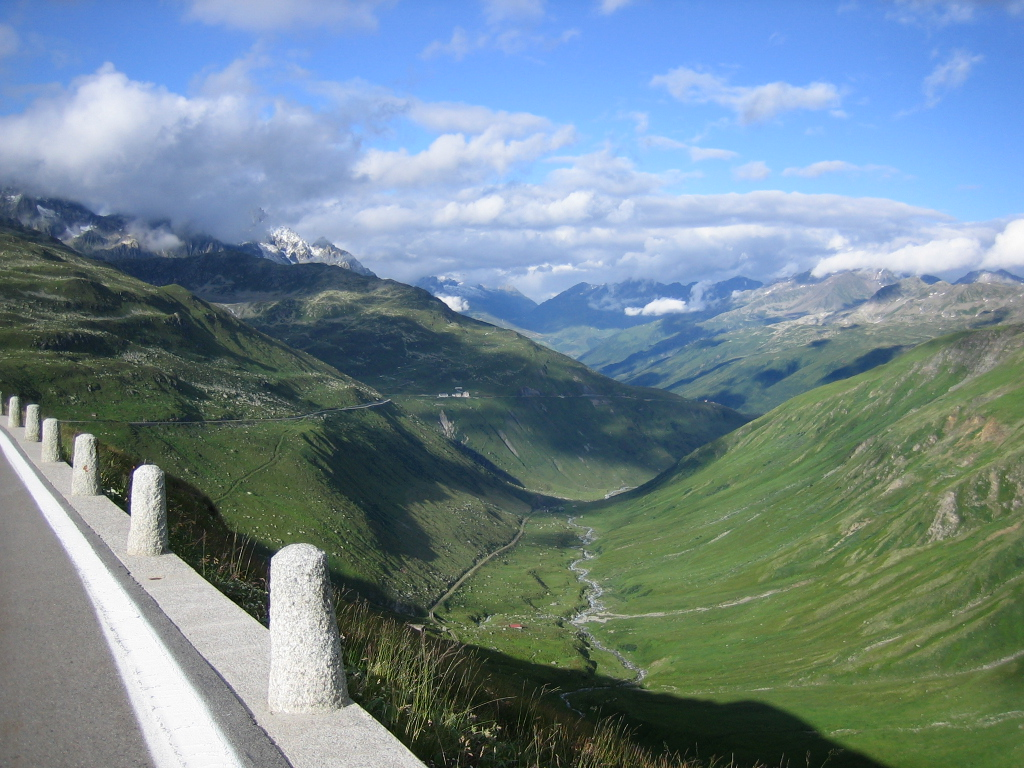
Vue en direction du canton d'Uri.